# 증암철교
담양철도교 - 증암철교는 전라남도 담양군 봉산면 유산리에 있는 철교이다. 2005년 6월 13일 담양군의 향토문화유산 제10-2호로 지정되었다.

## 개요
광주~담양 노선을 오갔던 옛 광주선 철도(총 21.5km)의 교량으로, 2005년 6월 13일 담양군향토유형문화유산 제10-2호로 지정되었다. 증암철도교는 전라남도 담양군 봉산면 유산리와 고서면 원강리 사이에 있다.증암철도교에는 12개의 교각이 설치되었으며, 규모는 길이 153.6m, 폭 4.2m, 교각 높이 7.4m, 경간(교각과 교각 사이의 거리) 13.6m이다. 하천을 가로질러 동서 방향으로 놓여 있는 철근콘크리트 T형교이다.